# Medicină populară
Medicina populară nu are nu numai tratamente pseudoștiințifice ca unele de exemplu la vechii egipteni care foloseau ochi sau excremente de crocodil pentru vindecarea bolilor, ci articolul se referă la medicina populară care a folosit într-adevăr la vindecarea bolilor pe aceste cunoștințe vechi se bazează de fapt medicina și farmacologia de astăzi. 

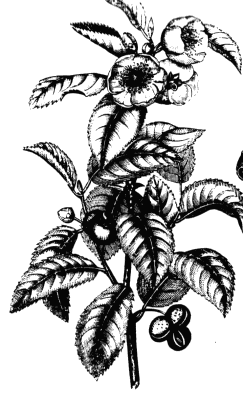
Ceai

## Tratamente

### Boli ale aparatului digestiv
- Contra diareii

1. Soldații prizonieri de război au folosit contra diareii fiertură din frunză de nuc (conține tanin), sau cartofi arși în foc (carbonizați).
2. Oul nefiert pe stomacul gol, sau zeama (fiertura) de orez, sau acid lactic din farmacie la fel era folosită cu rezultate bune.
3. Dietă severă: numai ceai și pâine prăjită.

- Dispepsiile (Stomacul deranjat)

1. A fost ameliorat prin consumarea unui amestec o soluție cu o diluție diferită (de apă, zahăr, sare, oțet) sau zeamă de varză acră.
2. mujdeiul făcut cu usturoi ajută de asemenea.

### Boli ale aparatului respirator
- Tuse, răceală, guturai

1. băi calde, băuturi fierbinți, diferite ceaiuri cu sau fără alcool.
2. în ameliorarea tusei ajută mierea de albine ca atare sau amestecată cu ceai sau lapte cald.
3. în stări gripale ajută o fricțiune (masaj) energic cu alcool camforat.
4. rinită, căile nazale inflamate și nasul înfundat, picături nazale cu apă sărată ameliorează suferința.
5. faringita (durerea de gât) era indicată o gargară cu apă sărată de 3 - 4 ori pe zi, și compresă pe gât.

### Boli ale aparatului locomotor
- Reumatismul

Boală care și azi creează probleme serioase medicinii, în trecut era tratată cu:
1. înțepături de albine (atenție cei care sunt alergici) în locurile critice, sau cu urzică (urzicarea locului dureros).

### Boli ale organelor de simț
- Otita (durerea de ureche)

1. fiind tratată cu o linguriță de ulei (comestibil) călduț turnat în ureche, sau pe un tampon de vată.

### Boli ale sistemului nervos
- Migrena, durerea de cap

1. în funcție de cauză este determinat tratamentul, de exemplu după o enervare, plimbare în aer liber important este pentru calmare "ritmul" pașilor.

### Răni, contuzii
- Rănile

1. cele infectate erau tratate cu propolis (de albine) diluat în alcool.
2. răni purulente vechi recidivante, pensulații cu benzină ușoară cu iod
3. Medicina veterinară din București folosea foehnul (uscătorul de păr), deviza: "o rană curată și uscată nu se infectează"

- Contuziile (loviturile, vânătăile)

1. compresă rece cu sare cu oțet, sau gheață (reduce inflamația).

### Boli infecțioase
- Febra mare de durată

1. comprese cu apă la temperatura camerei pe brațe, picioare sau burtă.

### Intoxicații
1. laptele era universal, azi ca detoxificant se folosește diferențiat deoarece în anumite intoxicații laptele favorizează absorbția toxicului mai repede.

### Combaterea paraziților
- Frunzele de nuc se pot pune sub cearceaf, îndepărtând puricii și alte insecte nedorite. Tot cu frunze proaspete de nuc se pot freca fața și mâinile pentru a evita înțepăturile albinelor și ale altor insecte.[1] [2]